# هنري غراف
هنري غراف (بالإنجليزية: Henry Graff)‏ هو مؤرخ أمريكي، ولد في 11 أغسطس 1921 في نيويورك في الولايات المتحدة.